# TV 아사히 목요시대극
TV 아사히 목요일 시대극은 1971년부터 2001년까지 TV 아사히로 존재하는 시대극 전문 방송 시간대. 19시 시간대와 20시 시간대 및 22시 시간대의 3종류 존재했다.

## 방송된 작품

### 22시
- 1971년 10월 - 1972년 03월 − 신･오니헤이 범과장
- 1972년 04월 - 1972년 09월 − 세상 고쳐 봉행
- 1972년 10월 - 1973년 03월 − 지옥의 용띠 체포록

### 20시
제1기
- 1967년 10월 - 1968년 03월 − 구경꾼이 간다

제2기
- 1973년 04월 - 1973년 09월 − 속낭인 텐카타이헤이
- 1973년 10월 - 1974년 03월 − 주셔서 칸베에 여행을 간다

제3기
- 1975년 10월 - 1977년 09월 − 토야마의 킨 씨 (제1기)
- 1977년 10월 - 1978년 05월 − 다루마 타이스케 사건 일지
- 1978년 05월 - 1978년 10월 − 와카 님 체포록
- 1978년 10월 - 1979년 02월 − 풍경 체포록
- 1979년 02월 - 1979년 10월 − 토야마 의킨 씨 (제2기)
- 1979년 10월 - 1982년 03월 − 쵸시치로 천하 미안해!
- 1982년 04월 - 1985년 09월 − 토야마의 킨 씨 (타카하시 히데키판)

제4기
- 1987년 04월 - 1987년 09월 - 걸작 시대극
- 1987년 10월 - 1988년 03월 - 세 마리가 벤다!
- 1988년 04월 - 1988년 11월 - 명봉행 토야마의 킨 씨 (제1기)
- 1988년 12월 - 1989년 05월 - 속·세 마리가 벤다!
- 1989년 05월 - 1989년 11월 - 명봉행 토야마의 킨 씨 (제2기)
- 1990년 01월 - 1990년 06월 - 속속·세 마리가 벤다!
- 1990년 07월 - 1991년 03월 - 명봉행 토야마의 킨 씨 (제3기)
- 1991년 04월 - 1991년 10월 - 또 다시·생 마리가 벤다!
- 1991년 11월 - 1992년 07월 - 명봉행 토야마의 킨 씨 (제4기)
- 1992년 07월 - 1993년 02월 - 신·세 마리가 벤다!
- 1993년 03월 - 1993년 12월 - 명봉행 토야마의 킨 씨 (제5기)
- 1994년 01월 - 1994년 06월 - 뉴·세 마리가 벤다!
- 1994년 06월 - 1995년 01월 - 명봉행 토야마 의킨 씨 (제6기)
- 1995년 01월 - 1995년 03월 - 놓쳐 의사·생명 맡습니다!
- 1995년 04월 - 1995년 08월 - 통쾌·세 마리가 벤다!
- 1995년 09월 - 1996년 03월 - 명봉행 토야마의 킨 씨 (제7기)
- 1996년 04월 - 1996년 09월 - 오에도 변호인 달린다!
- 1996년 10월 - 1997년 03월 - 쾌도! 유메이치자 7변화
- 1997년 04월 - 1997년 06월 - 시바 료타로의 공명의 갈림길
- 1997년 07월 - 1997년 09월 - 후지사와 슈헤이의 경호원 지츠게츠쇼
- 1997년 10월 - 1998년 03월 - 신·온쥬쿠 카와세미
- 1998년 04월 - 1998년 06월 - 카게무샤 도쿠가와 이에야스
- 1998년 07월 - 1998년 09월 - 빈곤 동심 어용록
- 1998年년 10월 - 1998년 12월 - 신선조 혈풍록

### 19시
- 1999년 04월 - 1999년 09월 - 망나니 장군 (제9기)
- 1999년 10월 - 1999년 12월 - 통쾌! 세 마리의 은거
- 2000년 01월 - 2000년 03월 - 핫초보리의 7인 (제1기)
- 2000년 04월 - 2000년 09월 - 망나니 장군 (제10기)
- 2000년 10월 - 2000년 12월 - 열혈! 슈사쿠가 간다
- 2001년 01월 - 2001년 03월 - 핫초보리의 7인 (제2기)
- 2001년 04월 - 2001년 06월 - 10부하
- 2001년 07월 - 2001년 09월 - 망나니 장군 (제11기)